# Dotan (Sänger)

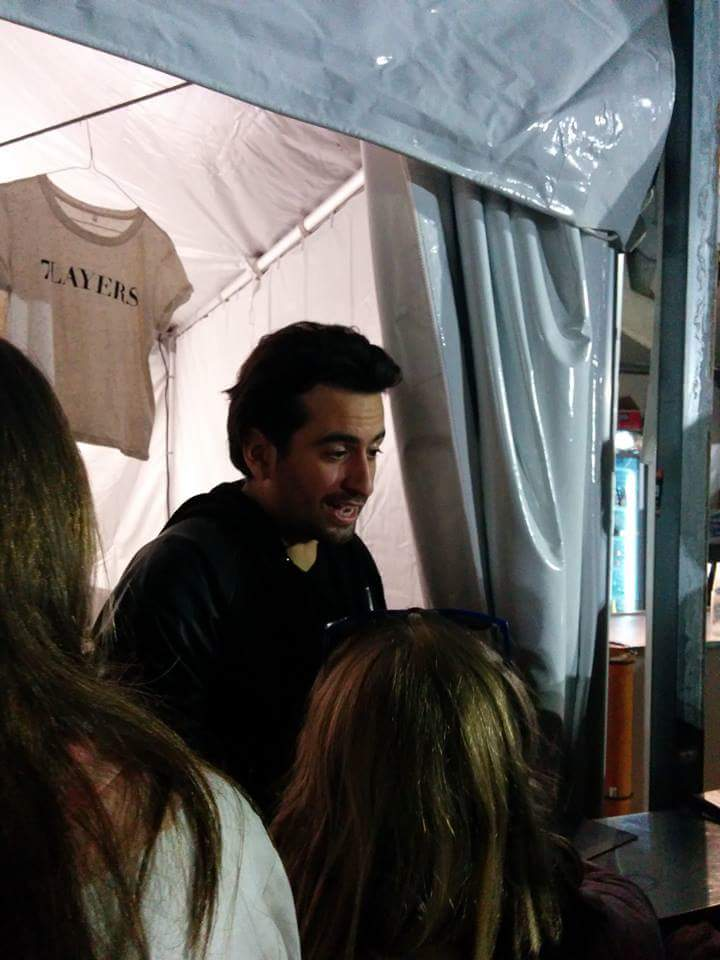
Dotan (2015)

Dotan (bürgerlicher Name Dotan Harpenau; * 26. Oktober 1986 in Jerusalem) ist ein niederländischer Singer-Songwriter. In den Niederlanden erzielte er beachtlichen kommerziellen Erfolg. Mit seinem zweiten Album 7 Layers begann er seine internationale Karriere. Seine Musik wird als vom Folk beeinflusste Popmusik charakterisiert.

## Leben
Dotan wurde 1986 in Jerusalem geboren, sein Vater war Israeli, seine Mutter Niederländerin. Nach der Trennung seiner Eltern wuchs Dotan bei seiner Mutter in Amsterdam auf. Bei seinen Besuchen beim Vater in Israel lernte er fließend Hebräisch. Als Teenager brachte er sich das Gitarre-Spielen selbst bei. Ende der 2000er Jahre sandte er einige Demoaufnahmen an verschiedene Musikproduzenten, was schließlich zu einem Vertrag mit EMI führte. 2010 gab er seinen Job auf und beendete sein Studium ohne Abschluss, um sich seiner Karriere als Musiker zu widmen. Sein Debütalbum Dream Parade erschien 2011 und erreichte Platz 55 der niederländischen Albumcharts. Mit der Single This Town erreichte Dotan Platz 29 der Nederlandse Top 40.
Um seinem Lampenfieber entgegenzuwirken, beschloss Dotan, kleine Privatkonzerte zu geben. Er startete einen entsprechenden Aufruf über seine Seite bei Facebook und gab so zahlreiche Konzerte in privaten Wohnzimmern, auf Hausbooten oder auf Bauernhöfen. Er trat im Vorprogramm von Gavin DeGraw und Sinéad O’Connor auf und veröffentlichte Anfang 2014 sein zweites Album 7 Layers bei Universal Music. Dieses hielt sich seit 57 Wochen in den niederländischen Albumcharts, bevor es im März 2015 Platz 1 erreichte. Im Mai 2015 veröffentlichte sein Plattenlabel 7 Layers auch in Deutschland.
Am 14. April 2018 schrieb die niederländische Zeitung De Volkskrant, Dotan habe zur Eigenwerbung mehrere Dutzende Fake-Accounts benutzt. Diese Accounts platzierten neben Likes auch falsche Anekdoten. Dazu wurden sie angeblich verwendet, um andere niederländische Künstler zu trollen. Die Publikation verursachte in den niederländischen Medien viel Aufsehen.

## Diskografie

### Alben
| Jahr | Titel        | Höchstplatzierung, Gesamtwochen, AuszeichnungChartplatzierungen (Jahr, Titel, Platzierungen, Wochen, Auszeichnungen, Anmerkungen) | Höchstplatzierung, Gesamtwochen, AuszeichnungChartplatzierungen (Jahr, Titel, Platzierungen, Wochen, Auszeichnungen, Anmerkungen) | Anmerkungen                           |
| Jahr | Titel        | NL | DE | Anmerkungen                           |
| ---- | ------------ | --- | --- | ------------------------------------- |
| 2011 | Dream Parade | NL55 (2 Wo.)NL | — | Erstveröffentlichung: 20. Mai 2011    |
| 2014 | 7 Layers     | NL1 ×2Doppelplatin · (169 Wo.)NL                                                                                                  | DE21 (2 Wo.)DE | Erstveröffentlichung: 31. Januar 2014 |
| 2021 | Satellites   | NL14 Gold · (1 Wo.)NL | — | Erstveröffentlichung: 28. Mai 2021    |

### Singles
| Jahr | Titel Album                    | Höchstplatzierung, Gesamtwochen, AuszeichnungChartplatzierungen (Jahr, Titel, Album, Platzierungen, Wochen, Auszeichnungen, Anmerkungen) | Höchstplatzierung, Gesamtwochen, AuszeichnungChartplatzierungen (Jahr, Titel, Album, Platzierungen, Wochen, Auszeichnungen, Anmerkungen) | Höchstplatzierung, Gesamtwochen, AuszeichnungChartplatzierungen (Jahr, Titel, Album, Platzierungen, Wochen, Auszeichnungen, Anmerkungen) | Anmerkungen                             |
| Jahr | Titel Album                    | NL | DE | CH | Anmerkungen                             |
| ---- | ------------------------------ | --- | --- | --- | --------------------------------------- |
| 2011 | This Town Dream Parade         | NL29 (4 Wo.)NL | — | — |                                         |
| 2014 | Fall 7 Layers                  | NL29 Platin · (7 Wo.)NL | — | — | Erstveröffentlichung: 7. März 2014      |
| 2014 | Home 7 Layers                  | NL2 ×2Doppelplatin · (25 Wo.)NL | DE51 (7 Wo.)DE | — | Erstveröffentlichung: 25. April 2014    |
| 2014 | Hungry 7 Layers                | NL12 Gold · (22 Wo.)NL | — | — | Erstveröffentlichung: 15. Dezember 2014 |
| 2016 | Let the River In 7 Layers      | NL31 (8 Wo.)NL | — | — | Erstveröffentlichung: 10. Februar 2016  |
| 2016 | Shadow Wind –                  | NL25 (5 Wo.)NL | — | — | Erstveröffentlichung: 5. August 2016    |
| 2019 | Numb Satellites                | NL20 Gold · (11 Wo.)NL | — | CH98 (1 Wo.)CH | Erstveröffentlichung: 31. Mai 2019      |
| 2020 | There Will Be a Way Satellites | NL26 (5 Wo.)NL | — | — | Erstveröffentlichung: 6. November 2020  |

Weitere Singles
- 2011: Day Dreamer
- 2011: Tell a Lie
- 2011: Where We Belong
- 2017: Bones

## Auszeichnungen für Musikverkäufe
| Goldene Schallplatte - Belgien - 2015: für die Single Hungry - Italien - 2021: für die Single Numb - 2021: für die Single There Will Be a Way - Polen - 2021: für die Single Numb | 2× Platin-Schallplatte - Belgien - 2016: für die Single Home |

Anmerkung: Auszeichnungen in Ländern aus den Charttabellen bzw. Chartboxen sind in ebendiesen zu finden.
| Land/RegionAuszeichnungen für Musikverkäufe (Land/Region, Auszeichnungen, Verkäufe, Quellen) | Gold     | Platin     | Verkäufe | Quellen     |
| -------------------------------------------------------------------------------------------- | -------- | ---------- | -------- | ----------- |
| Belgien (BRMA)                                                                               | Gold1    | 2× Platin2 | 75.000   | ultratop.be |
| Italien (FIMI)                                                                               | 2× Gold2 | —          | 70.000   | fimi.it     |
| Niederlande (NVPI)                                                                           | 3× Gold3 | 5× Platin5 | 225.000  | nvpi.nl     |
| Polen (ZPAV)                                                                                 | Gold1    | —          | 10.000   | olis.pl     |
| Insgesamt                                                                                    | 7× Gold7 | 7× Platin7 |          |             |

## Belege
1. ↑  Dotan. Zu Gast im radioeins Studio. Radio Eins, 24. November 2014, archiviert vom Original am 26. Mai 2015; abgerufen am 26. Mai 2015.
2. 1 2  Matthes Köppinghoff: Dotan: Endlich angekommen. NDR2, 9. März 2015, abgerufen am 26. Mai 2015.
3. ↑  Het trollenleger van Dotan. Abgerufen am 17. April 2018 (niederländisch).
4. ↑  Verzonnen ontmoeting Dotan met leukemiepatiënt ’onnodig kwetsend’ | Binnenland | Telegraaf.nl. Abgerufen am 17. April 2018 (niederländisch).
5. 1 2  Chartquellen: DE NL Alben NL Singles CH